# Fifty Fifty (gruppo musicale)
Le Fifty Fifty (피프티 피프티?) sono un girl group sudcoreano formato nel 2022 dall'etichetta discografica Attrakt.
Hanno debuttato come quartetto formato da Sio, Saena, Aran e Keena il 18 novembre 2022 con l'EP The Fifty e ottenuto il successo commerciale a febbraio 2023 con la hit virale Cupid, che le ha rese il gruppo K-pop più veloce ad entrare nella Billboard Hot 100 e Official Singles Chart e il primo gruppo femminile K-pop a raggiungere la top ten britannica. Pochi mesi dopo il gruppo ha avviato una disputa legale con Attrakt in merito ai propri contratti e al trattamento ricevuto dall'etichetta, a causa della quale il rapporto lavorativo con Sio, Saena e Aran è stato interrotto. Successivamente sono state aggiunte quattro nuove componenti e le Fifty Fifty hanno ripreso l'attività come quintetto nel settembre 2024.

## Nome
Il nome del gruppo significa "50 ideal vs. 50 reality", riferendosi all'esistenza del 50% di possibilità di realtà e del 50% di possibilità di sogno. Inoltre, per i membri della band questo nome è segno di una simbiosi al 100% con i loro fan.

## Carriera

### 2018-2022: Prima del debutto, formazione eThe Fifty

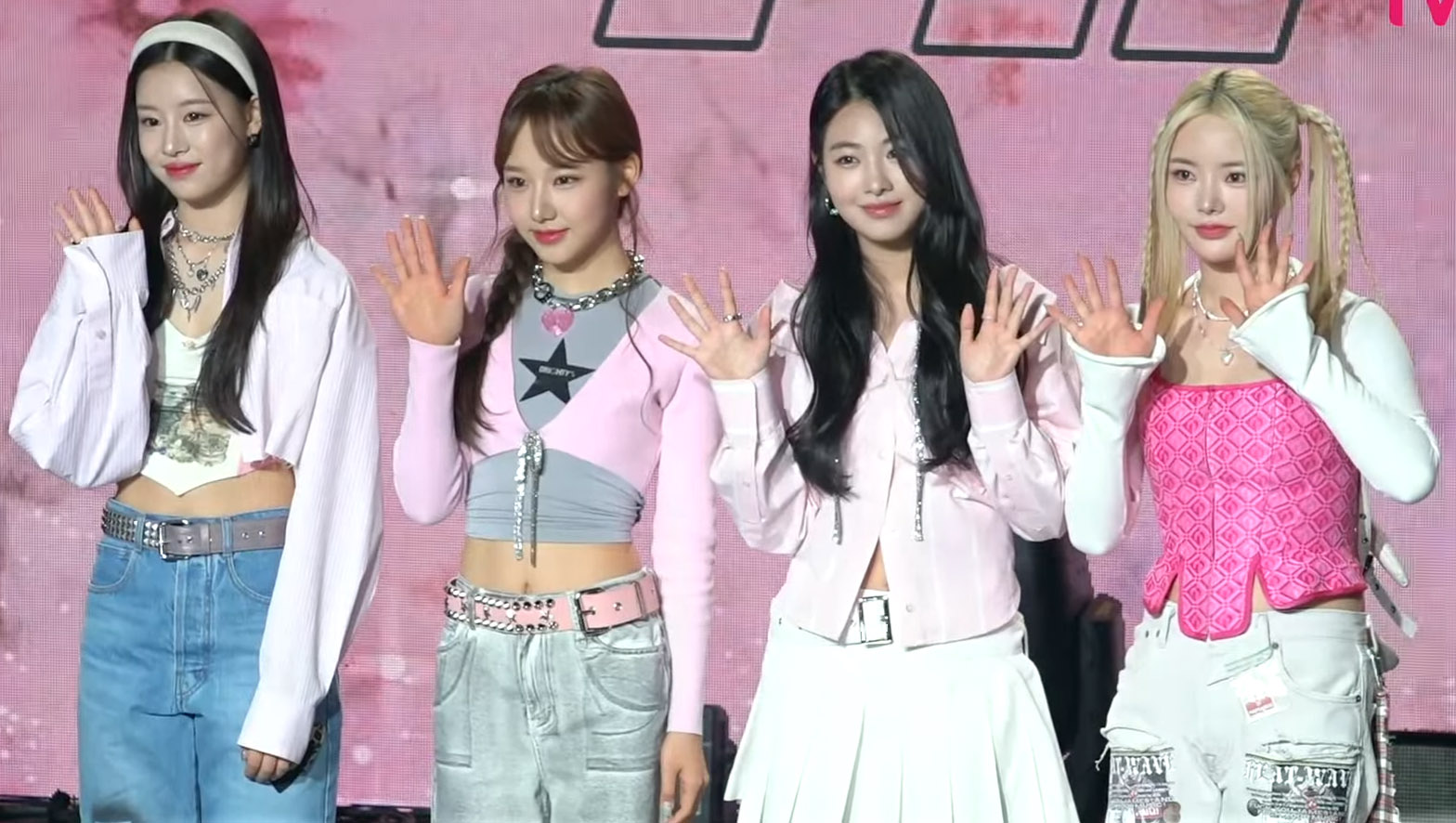
La formazione originale. Da sinistra: Sio, Saena, Aran e Keena.

Tra i quattro membri originari del gruppo – Sio, Aran, Keena e Saena –, soltanto quest'ultima è apparsa nel mondo televisivo prima del debutto, essendo stata nel 2018 una concorrente del talent show Dancing High.
Le Fifty Fifty sono state formate sotto la neonata agenzia Attrakt, fondata dal CEO Jeon Hong-jun, e sono state sottoposte a 2 anni di training prima che il loro debutto venisse confermato il 14 novembre 2022, tramite dei post del logo del gruppo nei profili social. Nello stesso giorno è uscito su YouTube il video musicale di Lovin' Me, brano ancora non pubblicato che avrebbe fatto parte del loro EP di debutto. Il giorno seguente è uscito invece il "performance video" di Log In, altro brano facente parte dell'album.
Il disco di debutto, The Fifty, è uscito il 22 novembre 2022. La terza traccia Higher, che ha fatto da title-track dell'album, è un brano R&B pop che parla di "andare in un luogo fatto di estasi e di sogni". Infatti il tema che accomuna le tracce dell'album è un "viaggio utopico alla ricerca della libertà dal caos causato dalla realtà". Le promozioni dell'album si sono svolte perlopiù nei music show coreani, e il gruppo ha fatto la sua prima esibizione dal vivo nel programma The Show il 22 novembre. L'EP non è entrato nella Circle Album Chart nelle prime settimane dall'uscita, tuttavia si è piazzato in 44ª posizione nella settimana del 18-24 dicembre.
The Fifty e le Fifty Fifty hanno ricevuto attenzione positiva dai giornalisti: la testata giornalistica coreana IZM ha dato 4,5 punti su 5 all'album, il punteggio più alto che abbia mai assegnato a un gruppo femminile. Sono state selezionate tra i "gruppi femminili K-pop da tenere d'occhio nel 2023" da The Recording Academy, la quale ha aggiunto che "il quartetto presenta vari colori vocali e una maturità vocale sia difficile che cruciale da trovare", e sono state nominate tra i "migliori debutti K-pop dell'anno" da Rolling Stone India, mentre i brani Tell Me e  Lovin' Me sono apparsi nella lista delle "migliori canzoni K-pop del 2022" rispettivamente della rivista Paper e del sito web Mashable.

### 2023: La hit viraleCupide le dispute legali
A distanza di qualche mese dal debutto, il 23 febbraio è uscito il singolo The Beginning: Cupid, sia in formato digitale che fisico. Il singolo contiene il brano Cupid in due versioni: una in coreano, con parte del testo scritta da Keena; e una in inglese, chiamata "Twin Version". In poco tempo, la versione inglese è andata virale su TikTok dopo che un fan ne ha fatto una versione velocizzata. Ciò ha provocato l'ingresso di Cupid nella Billboard Hot 100 il 27 marzo, rendendo le Fifty Fifty il sesto e il più veloce gruppo K-pop ad entrare nella classifica. Il brano è diventato la hit di un gruppo femminile sudcoreano che si è classificata più in alto nella Pop Airplay Chart, e sono diventate il secondo artista sudcoreano ad entrare nella Adult Pop Airplay Chart dopo i BTS. In Corea del Sud, Cupid si è classificata in 7ª posizione sulla Circle Digital Chart ed è stata certificata disco di platino in paesi come il Canada e l'Australia, mentre l'album The Beginning: Cupid ha venduto più di 37 mila copie ed è arrivato in 11ª posizione sulla Circle Album Chart.
Dopo il successo del singolo, le Fifty Fifty sono state confermate per la colonna sonora del film di Greta Gerwig Barbie. Il brano, Barbie Dreams (feat. Kali), è stato pubblicato il 7 luglio. Il gruppo avrebbe dovuto accompagnare la protagonista Margot Robbie per le promozioni del film a inizio luglio in Corea del Sud, e avrebbe anche dovuto pubblicare un video musicale per il brano; tuttavia il 4 luglio è stato annunciato che i loro piani erano stati cancellati a causa delle dispute legali in corso con la loro agenzia; infatti, il 19 giugno 2023 le Fifty Fifty avevano querelato la Attrakt e chiesto l'annullamento dei loro contratti per "mancanza di trasparenza nei documenti finanziari, aver fatto trapelare informazioni private senza il consenso dei membri e negligenza per aver tentato di forzare i membri a promuovere Cupid nonostante problemi di salute". Il 28 agosto il tribunale del distretto centrale di Seul ha deliberato in favore della Attrakt, una decisione per cui il gruppo ha dichiarato di voler ricorrere in appello; tuttavia il 17 ottobre Keena ha ritirato la propria denuncia e ha fatto ritorno all'agenzia, la quale ha poi rescisso i contratti di Saena, Aran e Sio a far data dal 19 ottobre. È stato quindi annunciato che il gruppo avrebbe continuato l'attività musicale con una "seconda generazione" ingaggiando delle nuove componenti da affiancare a Keena.

### 2024-presente: Riorganizzazione come quintetto
Le audizioni per le nuove componenti delle Fifty Fifty sono iniziate nel mese di gennaio 2024 e le vincitrici – Chanelle Moon, Yewon, Hana e Athena – sono state presentate in agosto. Alla fine di quel mese è uscito il singolo Starry Night, contenuto nel loro secondo EP Love Tune che hanno pubblicato il 20 settembre.

## Formazione
- Keena (키나?; Song Ja-kyung) – voce (2022-presente)
- Chanelle Moon (샤넬문?) – voce (2024-presente)
- Yewon (예원?) – voce (2024-presente)
- Hana (하나?) – voce (2024-presente)
- Athena (아테나?) – voce (2024-presente)

Ex-componenti
- Saena (새나?; Jeong Se-hyun) – leader, voce (2022-2023)
- Sio (시오?; Jung Ji-ho) – voce (2022-2023)
- Aran (아란?; Jung Eun-ah) – voce (2022-2023)

## Discografia

### Raccolte
- 2023 – The Beginning

### EP
- 2022 – The Fifty
- 2024 – Love Tune

### Singoli
- 2023 – The Beginning: Cupid

### Colonne sonore
- 2023 – Barbie Dreams (feat. Kaliii) (per Barbie)

## Riconoscimenti
- Golden Disc Award
  - 2024 – Esordiente dell'anno[43]
- iHeartRadio Music Award
  - 2024 – Canzone K-pop dell'anno per Cupid (Twin version)[44]
- Korea Grand Music Award
  - 2024 – Astro nascente[45]
- Seoul Music Award
  - 2024 – Scoperta dell'anno[46]
- TikTok Award Korea
  - 2024 – Premio popolarità[47]